# Mulyasari (Jatinagara)
Mulyasari is een bestuurslaag in het regentschap Ciamis van de provincie West-Java, Indonesië. Mulyasari telt 3926 inwoners (volkstelling 2010).